# پطرود
معرفی
| پطرود، روستایی است از توابع بخش گیلخواران شهرستان جویبار در استان مازندران. این روستا در دهستان چپکرود قرار داشته و براساس آخرین سرشماری مرکز آمار ایران که در سال ۱۳۸۵صورت گرفته، جمعیت آن ۹۵۰نفر (۲۳۳خانوار) بوده‌است. روستای پطرود از شمال به روستای میانملک، و از جنوب به روستای دونچال و از شرق به روستای گل محله و از غرب به روستای انارمرز قرار دارد؛ و فاصله آن از دریا حدود ۵ کیلومتر می‌باشد. فاصله حدودی روستای پطرود از شهرستان‌های مجاور بابلسر ۲۷ کیلومتر، بابل ۳۵ کیلومتر، قائم شهر ۳۵ کیلومتر و ساری هم ۳۵ کیلومتر می‌باشد. مهد کودک و مدارس مقاطع ابتدایی، متوسطه اول، و متوسطه دوم و همچنین دانشگاه آزاد اسلامی واحد جویبار در این روستا قرار دارد. این روستا دارای سه تکیه، یک سقاخانه،یک زینبیه وخانه قرآن یک مسجد، و امام زاده هفت تن می‌باشد. شغل بیشتر مردمان روستای پطرود کشاورزی و دامداری است. از مناطق دیدنی می‌توان مراتع دیدنی این روستا را نام برد که در فصل بهار علی‌الخصوص روز طبیعت (۱۳ بدر) مهمانان زیادی را در خود جای می‌دهد. |

### ریشه و دلیل نام گذاری
| پترود یا پطرود پطرود، روستایی است از توابع بخش گیلخواران شهرستان جویبار در استان مازندران ایران. این روستا از زیباترین روستاهای ایران و دارای مردمانی خوب و مهمان نواز است. پترود یا پطرود به معنی رود کج است. واژه چَپَکرود نیز همین معنی را دارد. از آنجا که حرف ط ویژه واژگان عربی است بنابراین نامهایی مانند طهران، اصطهبان، طوس، پطرود باید به صورت تهران، استهبان، توس و پترود نوشته شود. در فرهنگ واژگان طبری به صورت پترود آمده‌است. |

### تاریخچه
| تلکابنی‌ها یا تنکابنی‌ها افراد طایفه تلکابنی‌ها (تنکابنی‌ها) که امروزه به‌طور گسترده، پراکنده و بدون ارتباط طایفه‌ای در شهرستان‌های آمل، بابل، بابلسر، جویبار، سوادکوه و قائمشهر زندگی می‌کنند، در ابتدای دوران قاجاریه به تفکیک تنکابنی‌ها از منطقه دوهزار و ۳ هزار تنکابن و قزوینی‌ها از مناطق بالاتر از این منطقه به نام «رودبار» به سمت آمل مهاجرت کردند. واژه «تلکابنی» کلمه تغییر یافته «تنکابنی» است که عموماً برای اقوام کوچ‌رو و دامدار بین ییلاقات و مناطق تنکابن به کار می‌رفت و معمولاً کاربرد آن در مناطق ییلاقی بود که امروزه این مناطق جزو استان قزوین محسوب می‌شود. پترود یا پطرود این اقوام مدت کوتاهی در مناطق اطراف آمل ساکن شدند و سپس تعدادی از آنها به سمت بابل و سوادکوه مهاجرت کردند و به شغل دامداری روی آوردند. تعداد زیادی از این جمعیت در اطراف آمل باقی ماند که حداقل تا ۵۰ سال پیش با بستگان خود در مناطق سوادکوه رفت و آمد داشتند. افراد این قومیت در سوادکوه به ۲ دسته تقسیم شدند. عده‌ای که اجداد آنها بیشتر در تنکابن سکونت داشتند به «تِلکابِنی» شهرت یافتند و عده‌ای که بیشتر در مناطق ییلاقی سکونت داشتند با این‌که خودشان را از قومیت «تلکابنی» می‌دانستند معتقد بودند از تلکابنی‌های قزوین هستند. پترود یا پطرود اجداد تنکابنی ۲ برادر به نام‌های «ابراهیم» و «امیر» بودند که نخستین ساکنان «چمازکتی» فعلی قائمشهر به‌شمار می‌آمدند. محل سکونت آنها در مقابل حسینیه شهید بهشتی فعلی این منطقه بود. امیر در شمال و شمال غربی حسینیه و ابراهیم در جنوب و جنوب غربی حسینیه ساکن شدند. اجداد قزوینی‌ها هم ۱۲ برادر بودند که با امیر و ابراهیم نسبت مادری داشتند. پترود یا پطرود امیر و ابراهیم جدا از قدرت جسمانی، شهرت تجارت و تعامل زیادی با طوایف اطراف داشتند. این ۲ فرد که فرزندان و کارگران زیادی داشتند، در مبارزه با بابی‌های منطقه قائمشهر فعلی نقش بسزایی ایفا کردند. تا جایی که سرکرده این فرقه به‌دلیل مبارزه با بابیت و اهانت به «محمدعلی باب» دستور قتل امیر را صادر کرده بود. پترود یا پطرود در مناطق اطراف قائمشهر، جویبار و سوادکوه، تمرکز جمعیتی تلکابنی‌ها درچمازکتی است و سایر نوادگان آنها جز در چمازکتی در بسیاری از شهرها و روستاهای اطراف محل ساکن هستند. این طایفه در زمان ورود به سوادکوه در منطقه دراسله حضور پیدا کرد و مقداری از املاک آن را در منطقه «سرجولک» و «جین‌جولک» خریداری کرد. در مدت بسیار کوتاهی به‌دلیل درستکاری و تبحر در دامداری، دام‌های بسیاری را جمع‌آوری کردند و به دامداران مشهور منطقه تبدیل شدند. به‌طوری‌که در کنار چند قومیت سوادکوه از «سرخ‌آبادی‌ها» و «چراتی‌ها» و «خنارها» که گله‌داران بزرگ منطقه بودند، نام تلکابنی‌ها نیز اضافه شد. پترود یا پطرود پس از مدتی این طایفه به سمت عباس‌آباد (ورسک) روی آورد و املاک «غرق»، «کله‌زا» (کره‌زا) «اسپه‌چشمه» و «یاکوه» را خریداری کرد و طی ۲ نسل عملاً از منطقه دراسله دور شدند. در شرایط فعلی املاک «غرق»، «کله‌زا» (کره زا) و «اسپه‌چشمه» در تملک این طایفه است ولی منطقه «یاکوه» در اختیار آنها نیست. به نقل از «ابراهیم درویشی» اکنون منطقه یاکوه در اختیار طایفه خنار قرار دارد. پترود یا پطرود در واقع بیشتر تمرکز سکونت اقوام تنکابنی در چمازکتی به دلیل خرید ملک چمازکتی از سوی حاج «ابراهیم تنکابنی» بود. سایر وابستگان سببی این اقوام نیز در کنار آنها در این منطقه ساکن شدند و در مدت زمان کمی چمازکتی از یک روستای کوچک به یک محله بزرگ در منطقه تبدیل شد. پترود یا پطرود خانواده‌هایی که به تلکابنی شهرت دارند در روستاهای چمازکتی، نوده، تیرکلا، الیمون، هردورود، کروا، دیوکلا و رستم‌کلای قائمشهر «کوهی‌خیل»، «انارمرز»، «ازنوا»، «لاک‌دشت»، «پطرود»، «انبارسر»، «زرین کلا»، «کلاگر محله»، «کردمحله» و «چوباغ» جویبار «احمدچاله‌پی» و روستاهای متعدد بندپی بابل و روستای «اجبارکلا» و چند روستای دیگر شهر آمل و مرکز این شهر سکونت دارند.. |